# Complaints of a Dutiful Daughter
Complaints of a Dutiful Daughter è un documentario del 1994 diretto da Deborah Hoffmann candidato al premio Oscar al miglior documentario.